# Джамена (Стойлешть, Вилча)
Джамена (рум. Geamăna) — село у повіті Вилча в Румунії. Входить до складу комуни Стойлешть.
Село розташоване на відстані 146 км на захід від Бухареста, 19 км на південь від Римніку-Вилчі, 80 км на північний схід від Крайови, 125 км на південний захід від Брашова.

## Населення
За даними перепису населення 2002 року у селі проживали 499 осіб, усі — румуни. Усі жителі села рідною мовою назвали румунську.